# Jindřich Maudr

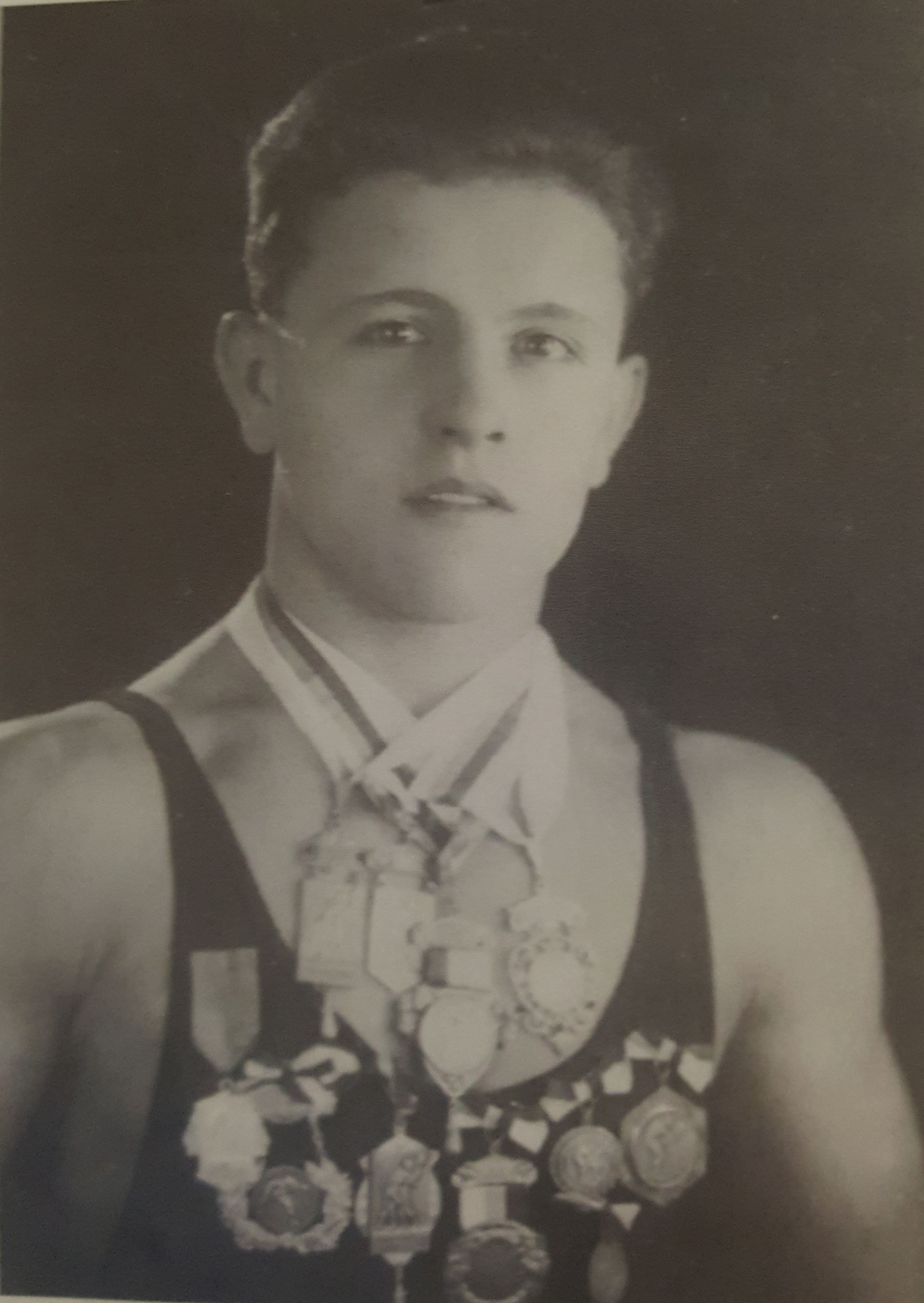
Jindřich Maudr

Jindřich Maudr (* 10. Januar 1906 in Prag; † 1. Mai 1990) war ein tschechoslowakischer Ringer. Er gewann bei den Olympischen Spielen 1928 in Amsterdam eine Silbermedaille im griechisch-römischen Stil im Bantamgewicht.

## Werdegang
Jindřich Maudr begann als Jugendlicher in Prag mit dem Ringen. Er wurde dazu Mitglied des Sportvereins TJ Bohemians Prag. Er konzentrierte sich dabei ganz auf den griechisch-römischen Stil, bei dem im Gegensatz zum freien Stil, Griffe nur hüftaufwärts erlaubt sind. Beim freien Stil sind auch Beingriffe zugelassen.
Die erste große internationale Meisterschaft, bei der Jindřich Maudr dabei war, waren die Olympischen Spiele 1928 in Amsterdam. Er startete dort im Bantamgewicht und kam dort u. a. zu Siegen über Giovanni Gozzi aus Italien und Oscar Lindeloef aus Schweden. Im Endkampf stand er dem Deutschen Kurt Leucht aus Nürnberg gegenüber, dem er unterlag. Er gewann damit die Silbermedaille.
Im Jahre 1930 startete er bei der Europameisterschaft in Stockholm gleich zwei Gewichtsklassen höher, im Leichtgewicht. Er siegte dort über Aage Meier aus Dänemark, verlor aber gegen die beiden besten Leichtgewichtsringer jener Jahre auf der Welt Eduard Sperling aus Dortmund und Erik Malmberg aus Schweden und kam auf den 6. Platz.
Zur Europameisterschaft 1931, die im heimischen Prag stattfand, hatte Jindřich Maudr in das Federgewicht abtrainiert. Er besiegte in Prag u. a. den Ungarn Ödön Zombori, unterlag aber gegen Kustaa Pihlajamäki aus Finnland, einen Ausnahmeringer jener Zeit und kam auf den 3. Platz.
1932 wurde Jindřich Maudr auch zu den Olympischen Spielen nach Los Angeles entsandt. Im Federgewicht kam er dort zu Siegen über Oscar Lindeloef und Kiyoshi Kase aus Japan. Gegen Wolfgang Ehrl aus Deutschland und Lauri Koskela aus Finnland unterlag er und erreichte einen sehr guten 4. Platz.
Nach den Olympischen Spielen 1932 war Jindřich Maudr bei keinen weiteren internationalen Meisterschaften mehr am Start.

## Internationale Erfolge
(OS = Olympische Spiele, EM = Europameisterschaft, GR = griechisch-römischer Stil, Ba = Bantamgewicht, Fe = Federgewicht, Le = Leichtgewicht, damals bis 56 kg, 61 kg u. 66 kg Körpergewicht)
- 1928, Silbermedaille, OS in Amsterdam, GR, Ba, mit Siegen über Herman Andersen, Dänemark, I. Kamel, Ägypten, J. van Maaren, Niederlande, Giovanni Gozzi, Italien u. Oscar Lindeloef, Schweden u. einer Niederlage gegen Kurt Leucht, Deutschland;
- 1929, 2. Platz, Intern. Tschechoslowakische Meisterschaft in Preßburg, GR, Le, hinter Szolymossi, Ungarn u. vor Mäder, Österreich;
- 1930, 6. Platz, EM in Stockholm, GR, Le, mit einem Sieg über Aage Meier, Dänemark u. Niederlagen gegen Eduard Sperling, Deutschland u. Erik Malmberg, Schweden;
- 1931, 3. Platz, EM in Prag, GR, Fe, mit Siegen über Karl Mezulian, Österreich, Christian Schack, Dänemark, R. Mollet, Frankreich u. Ödön Zombori, Ungarn u. einer Niederlage gegen Kustaa Pihlajamäki, Finnland;
- 1931, 3. Platz, Intern. Tschechoslowakische Meisterschaft in Raudnitz a.d. Elbe, GR, Le, hinter Kratochvil u. Eugen Fleischmann, bde. Tschechoslowakei;
- 1932, 4. Platz, OS in Los Angeles, GR, Fe, mit Siegen über Oscar Lindeloef u. Kiyoshi Kase, Japan u. Niederlagen gegen Wolfgang Ehrl, Deutschland u. Lauri Koskela, Finnland